# Josef Neruda
Josef Neruda (Mohelno, 16 de enero de 1807 – Brno, 18 de febrero de 1875) fue un organista y profesor de música moravo.

## Biografía
Su bisabuelo fue el compositor Johann Baptist Georg Neruda. Josef Neruda aprendió a tocar el órgano en el monasterio de Rajhrad. En su juventud, fue maestro asistente en Náměšť nad Oslavou, tocó en la capilla de Haugwitz y enseñó piano en Olomouc. En 1832, aceptó una oferta para convertirse en el organista principal de la catedral de Brno. Mantuvo ese cargo durante treinta y seis años.
Josef Neruda tuvo diez hijos con mucho talento, con los que hizo varias giras por Europa. Su hija Amálie Neruda (de casada Wickenhauser, 1834–1890) fue una talentosa pianista, y uno de sus estudiantes fue el compositor checo Leoš Janáček. Wilma Neruda fue una destacada violinista con un gran número de admiradores, entre ellos el Príncipe de Gales y más tarde rey del Reino Unido Eduardo VII, quien le entregó a modo de obsequio un palacio en Asolo, cerca de Venecia. Su hijo, Franz Xaver Neruda, fue un gran violonchelista y más tarde se convertiría en profesor en el conservatorio de San Petersburgo y Copenhague.